# کلونایزر
کلونایزر یا کلون‌آیزر (به انگلیسی: CloniZER)، نام نخستین كامپیوتر همه‌كاره جهان است كه طراحی آن به طور كامل توسط ایرانیان صورت پذیرفته است و در واقع یک رایانه شخصی یکپارچه است. در ایران از این رایانه، تحت عنوان «رایانه ملی» نیز یاد شده است.
این کامپیوتر بر اساس اصول ارگونومیک و با هدف یادگیری آسان و استفاده آسان برای همگان، اعم از ماهر و مبتدی توسط یک مخترع ایرانی به نام «مهدی کاشانی» در سازمان ثبت اختراعات جهانی به ثبت رسیده‌است.
از لحاظ سخت‌افزاری این کامپیوتر مجهز به چاپگر، اسکنر، دوربین، تلویزیون، رادیو، تلفن، فکس و غیره بوده‌است. با بهره‌گیری از نرم‌افزار مخصوص که برای این سیستم یکپارچه طراحی گردیده بوده‌است، قادر بوده احتیاجات روزمره کاربران برای کار کردن با دستگاه‌های فوق در محیط کار و خانه‌است، نیاز به نصب و راه‌اندازی را مرتفع، زمان یادگیری را کوتاه، کار کردن را آسان و الزام به دانستن زبان دوم را بر طرف نماید به گونه‌ای که کاربران بدون آشنایی قبلی با این چنین تجهیزاتی بتوانند که ظرف چند ساعت به‌طور خود آموز نحوه کار با کلونایزر را فرا گیرند.
کلونایزر توانایی اتصال خودکار به شبکه اینترنت، استفاده آسان از کلیه کاربردهای اینترنت نظیر پست الکترونیک، روزنامه اینترنتی، تلویزیون و رادیوی اینترنتی، ویدیو کنفرانس، تلفن اینترنتی و جستجو در اینترنت و قابلیت ترجمه سایت‌های اینترنتیبه زبان خود کاربر (علی الخصوص فارسی) و همچنین دسترسی به بانک اطلاعاتی ویژه خود را که شامل اطلاعات عمومی مورد نیاز کاربران است، میسر ساخته بود.

## ایده و ساخت نمونه‌های اولیه
ایده و ساخت نمونه‌های اولیه این کامپیوتر از سال ۱۹۹۸ میلادی در ایرلند و اسپانیا در شرکت دیجیتال کلون (Digital Clone) آغاز گردید. این طرح در ابتدا توسط مهدی کاشانی، یکی از کارشناسان ایرانی شرکت «آیریش کو» در ایرلند بررسی شد و پس از طراحی در سال ۲۰۰۰ میلادی با پیشنهاد وی و حمایت سازمان گسترش و نوسازی صنایع، بدست شرکت گسترش انفورماتیک، به مرحله اجرا درآمد.
ایده اولیه تولید چنین دستگاهی ایجاد امکان دسترسی علاقمندان به استفاده از امکانات فناوری روز در محیط کار و خانه، برای هر سن، هر شغل و هر مقطع تحصیلی، به آسان‌ترین وجه ممکن بوده‌است.
در واقع کلونایزر با بهره‌مندی از موارد فوق یک دفترکار شخصی با قابلیت جابجایی یکجا و آسان برای مدیران، بازرگانان، صاحبان حرف و کارشناسان، یک ابزار تحقیق مناسب برای پژوهشگران و دانشجویان، یک ابزار آموزش ساده و جامع برای دانش آموزان، یک وسیله سرگرمی برای تمام اعضای خانواده بوده و از همه مهم‌تر شاید تنها وسیله برای کسانی بوده که پیچیدگی‌های فنی، عدم فرصت کافی برای یادگیری و نا آشنایی با زبان دوم تاکنون مانع برخورداری آن‌ها از مزایای این عصر گشته بود.
و ایده نهایی مخترع دستیابی به هوش مجازی همپا بر پایه توالی و تکرار عادات کاربران بوده‌است.

## طراحی و تولید در ایران
پس از بازگشت مخترع، در ایران از سال ۱۳۸۱ شروع کار و طراحی توسط شرکت‌های آسان پرداز فردا، افزار عصر نوین که بعدا به شرکت گسترش رایانه فردا (شگرف) تبدیل گردیدند آغاز گردید. همچنین ساخت کارخانه در شیراز واقع در منطقه ویژه برق و اقتصاد و الکترونیک توسط شرکت گسترش رایانه فردا هم‌زمان با طراحی محصول صورت می‌گرفت. این شرکت طراحی مدل نهایی آلفا را با به وسیلهٔ متخصصین خود و بهره‌گیری از ارتباط با شرکای فنی و بزرگترین تولید کنندگان سخت‌افزارهای یارانه‌ای از جمله I-Will تایوان، Olivetti Technost ایتالیا و بیش از ۲۰ شرکت دیگر در زمینه‌های مختلف تکمیل نمود. نهایتاً نمونه نهایی کلونایزر مدل آلفا در ۲۷ بهمن ۱۳۸۳ در تهران رونمایی گردید.
پس از ساخت و تجهیز کارخانه و آماده شدن محصول برای تولید نهایی، کارخانه این محصول در ۱۱ اسفند ۱۳۸۴ افتتاح گردید و این محصول وارد بازار گردید.
به‌طور کلی برای طراحی این محصول از بیش ۱۲۰ نیروی متخصص در بیش از ۳۵ رشته تخصصی و در واحد تولید در شیراز بیش از ۱۵۰ نفر بهره گرفته شده بود.

## مشخصات کلونایزر مدل آلفا
مدل آلفا به عنوان اولین مدل تجاری شده این نوع محصول تلقی می‌گردد. این مدل از کلونایزر در دو نوع استاندارد و حرفه‌ای و به رنگ‌های سفید و سیاه وارد بازار گردید.
در این مدل سخت‌افزار یک کامپیوتر شخصی کامل به همراه پرینتر و اسکنر (سیاه و سفید)، تلویزیون، رادیو، تلفن و فکس و غیره به شکل تجمیع شده در کنار یکدیگر قرار گرفته بودند.
این دستگاه همچنین قابلیت جدا شدن، نمایشگر و صفحه کلید را داشته‌است.
در مدل حرفه‌ای کلونایزر آلفا علاوه بر وجود تمامی سخت‌افزار فوق، دو سخت‌افزار دیگر GSM برای استفاده به شکل تلفن همراه و شبکه بی سیم ارائه می‌گردید.

## ورود به بازار
ورود به بازار کلونایزر چالش‌هایی بسیاری را به همراه داشته‌است. شرکت گسترش رایانه فردا که در آستانه ورود کلونایزر به بازار با مشکلات مالی بسیاری روبرو گردیده بود، توانایی پرداخت هزینه‌های سنگین بازاریابی و فروش لازم برای فروش چنین سیستم جدیدی را نداشت. یکی از مهم‌ترین مشکلات در راه ورود به بازار، قیمت  بسیار بالای این رایانه جدید بود. همچنین اشکالات فنی کلونایزر با توجه به قیمت بالای این دستگاه بعضاً نارضایتی‌هایی را در بین کاربران به وجود آورده بود.

## مدل‌های جدید کلونایزر
این شرکت پس از به تولید رساندن مدل آلفا و علیرغم رویارویی به مشکلات مالی، اقدام به طراحی و تولید مدل‌های جدیدتر خود نمود ولی به دلیل نداشتن منابع مالی کافی،  هیچ‌گاه نتوانست آن‌ها را به مرحله تولید برساند.

## مشکلات مادی و شکست
در پی مشکلاتی مالی فراوانی که از سال‌های قبل برای شرکت گسترش رایانه فردا به وجود آمده بود به اجبار از نیروهای فنی شرکت کاسته شده بود و نهایتاً در تیر ماه سال ۱۳۸۹ آخرین بازماندگان مجموعه، شرکت و کلونایزر را برای همیشه ترک نمودند.
شاید در طول تاریخ، صنعت ایران هرگز دیگر شاهد پروژه‌هایی این چنینی نباشد.